# Waldhausener Straße 102 (Mönchengladbach)

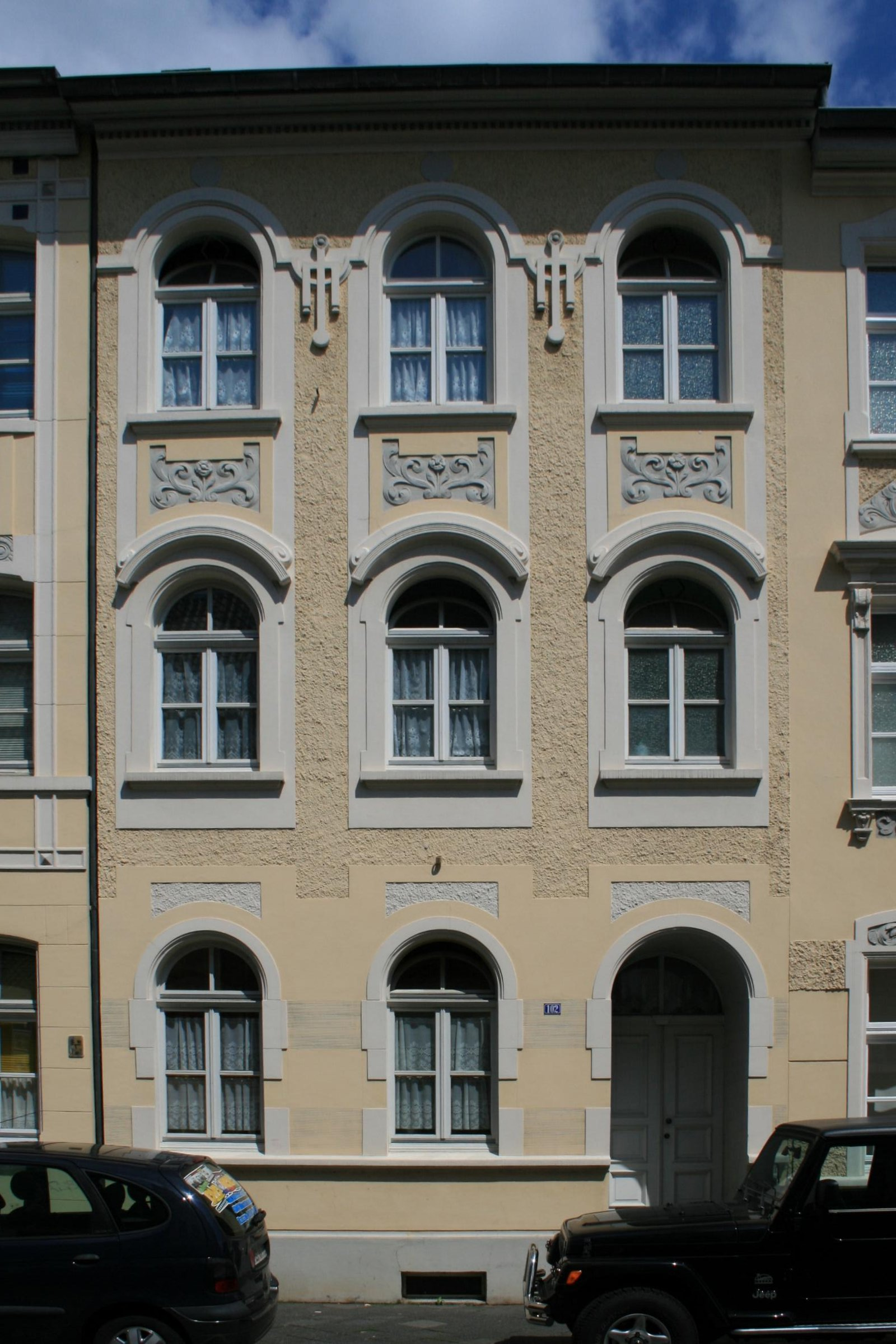
Wohnhaus (2010)

Das Wohnhaus Waldhausener Straße 102 steht im Stadtteil Gladbach in Mönchengladbach (Nordrhein-Westfalen).
Das Gebäude wurde um die Jahrhundertwende erbaut und unter Nr. W 005 am 4. Dezember 1984 in die Denkmalliste der Stadt Mönchengladbach eingetragen.

## Lage
Die Waldhausener Straße führt als Geschäftsstraße vom alten Stadtzentrum auf dem Abteiberg zum Stadtteil Waldhausen. Die Baugruppe, zu der auch das Haus Nr. 102 gehört, wurde in der Entstehungszeit in Form von Einzelhäusern gestaltet, jedoch gleichzeitig errichtet. Zusammen mit den Häusern Nr. 98, 100, 104, 106, 108 bildet das Haus eine gewaltige historische Häuserzeile.

## Architektur
Es handelt sich um eine Gruppe von dreigeschossigen Dreifensterhäusern mit Satteldach. Haus Nr. 102 besitzt einen rechtsseitigen Hauseingang. Das Objekt ist aus städtebaulichen und architektonischen Gründen als Denkmal schützenswert.